# Diodon eydouxii
Diodon eydouxii és una espècie de peix de la família dels diodòntids i de l'ordre dels tetraodontiformes.

## Morfologia
- Els mascles poden assolir 27 cm de longitud total.[2]

## Alimentació
Menja zooplàncton i larves de peixos.

## Hàbitat
És un peix marí i de clima tropical.

## Distribució geogràfica
Es troba a tots els oceans de clima tropical.